# Kunstacademie Leiden
De Kunstacademie Leiden (KL) is een particuliere en onafhankelijke academie voor beeldende kunst in de regio Leiden, in de Nederlandse provincie Zuid-Holland. De academie is opgericht als kunstenaarsinitiatief "voor en door kunstenaars" als alternatief voor het door de overheid gereguleerde HBO-kunstonderwijs. Deze academie vormt organisatorisch één geheel met de Kunstacademie Haarlem.
Het lesaanbod (zowel overdag als 's avonds) omvat opleidingen, cursussen en workshops op het gebied van schilderen, tekenen, grafische kunst, ruimtelijke kunst, computerkunst, webdesign, kunstgeschiedenis en kunstfilosofie. Er is een vijfjarige vakopleiding, waarvan de onderdelen ook "los" te volgen zijn, bijvoorbeeld als jaarcursus.

## Geschiedenis
De Kunstacademie Leiden is een initiatief van de beeldend kunstenaars Pieter Berkhout en Fokelien Faber. Zij vestigden de academie in 1992 aanvankelijk onder de naam De Nieuwe Kunstschool. Samen met de bestuursleden Ronald Rotteveel (directeur tot 1998) en Marijanne Richel (de huidige directeur) hebben zij het concept uitgewerkt tot een alternatieve kunstacademie met 300 leerlingen, 30 docenten en een eigen status binnen het kunstvakonderwijs. De oorspronkelijke naam is in 2004 veranderd in Kunstacademie Leiden.